# Gaetano Bedini
Gaetano Bedini (Senigallia 15 mei 1806 - Viterbo 6 september 1864) was een Italiaans geestelijke en een kardinaal van de Rooms-Katholieke Kerk.
Bedini volgde het seminarie van Senigallia. Hij werd op 20 december 1828 priester gewijd. Vervolgens was hij werkzaam in pastorale functies in Senigallia.
In 1838 trad Bedini in dienst van de Romeinse Curie. Hij was werkzaam als secretaris van Lodovico Altieri op de nuntiatuur in Oostenrijk. Toen Altieri in 1840 kardinaal gecreëerd werd, vergezelde Bedini hem bij zijn terugkeer naar Rome.
Van 1845 tot 1847 was Bedini werkzaam als internuntius voor Brazilië. Na zijn terugkeer naar Rome werd hij in 1848 geplaatst op het staatssecretariaat.
Op 18 maart 1852 werd Bedini benoemd tot nuntius voor Brazilië en tot titulair aartsbisschop van Thebe; zijn bisschopswijding vond plaats op 4 juli 1852. In 1856 werd hij benoemd als secretaris van de congregatie Propaganda Fide. Op 18 maart 1861 werd Bedini benoemd tot bisschop van Viterbo, met de titel aartsbisschop ad personam.
Bedini werd tijdens het consistorie van 27 september 1861 kardinaal gecreëerd. Hij kreeg de rang van kardinaal-priester. Zijn titelkerk werd de Santa Maria sopra Minerva.
Bedini overleed in 1864 op 58-jarige leeftijd.

## Publicaties
- Sospensione delle azioni di protesto per le Cambiali, Biglietti e Pagherò a favore dei Commercianti - Bologna, 7 agosto 1849, Editto di cm 40 × 55;
- 14 aprile 1850. Stato della Chiesa, Governo Pontificio. Noi Gaetano Bedini, Patrizio Sinigalliese ... Commissario Pontificio Straordinario di S.S. Papa Pio IX e Pro-Legato di Bologna. Popoli delle Legazioni. ... Oggi ci è dato di potervi annunziare che l'immortale Pio IX già trovasi nella sua Roma e con Esso splende di nuovo nel Vaticano la duplice Maestà del Pontefice e del Sovrano... - Bologna, Tipografia Governativa alla Volpe, Editto di mm 781x530;
- Regolamentazione del facchinaggio e luoghi di collocamento per attendere lavoro., Bologna, 24 luglio 1850, Editto di cm 47 × 63;
- Istituzione di una "carta di sicurezza" onde distruggere le orde di malfattori... che in gran parte derivano dalla classe degli agricoltori Bologna, 24 gennaio 1851, Notificazione di cm 43 × 60;
- Agli alunni del Pontificio Collegio Urbano in propaganda: parole dette da Monsig. Gaetano Bedini nella solenne messa pontificale per l'Epifania del 1861 - Tipi della Sacra Congregazione de Propaganda Fide - Roma - 1861;